# 吉田鈴香
吉田 鈴香（よしだ すずか、1958年 - ）は、日本のジャーナリスト。法政大学修士。拓殖大学非常勤講師。2010年7月、第22回参議院議員通常選挙にみんなの党より比例区から出馬するが、落選。選択的夫婦別姓制度推進派。

## 著書
- NGOが世界を拓く（亜紀書房） ISBN 978-4-7505-9530-6
- 紛争から平和構築へ（論創社） ISBN 978-4-8460-0377-7
- 熟年とエロス（産経新聞ニュースサービス） ISBN 978-4-594-03145-9（単行本）／ISBN 978-4-594-04557-9（文庫）